# Kato Drys
Kato Drys (griechisch Κάτω Δρυς) ist ein Ort im Bezirk Larnaka in Zypern. Bei der letzten amtlichen Volkszählung im Jahr 2021 hatte der Ort 114 Einwohner.

## Lage

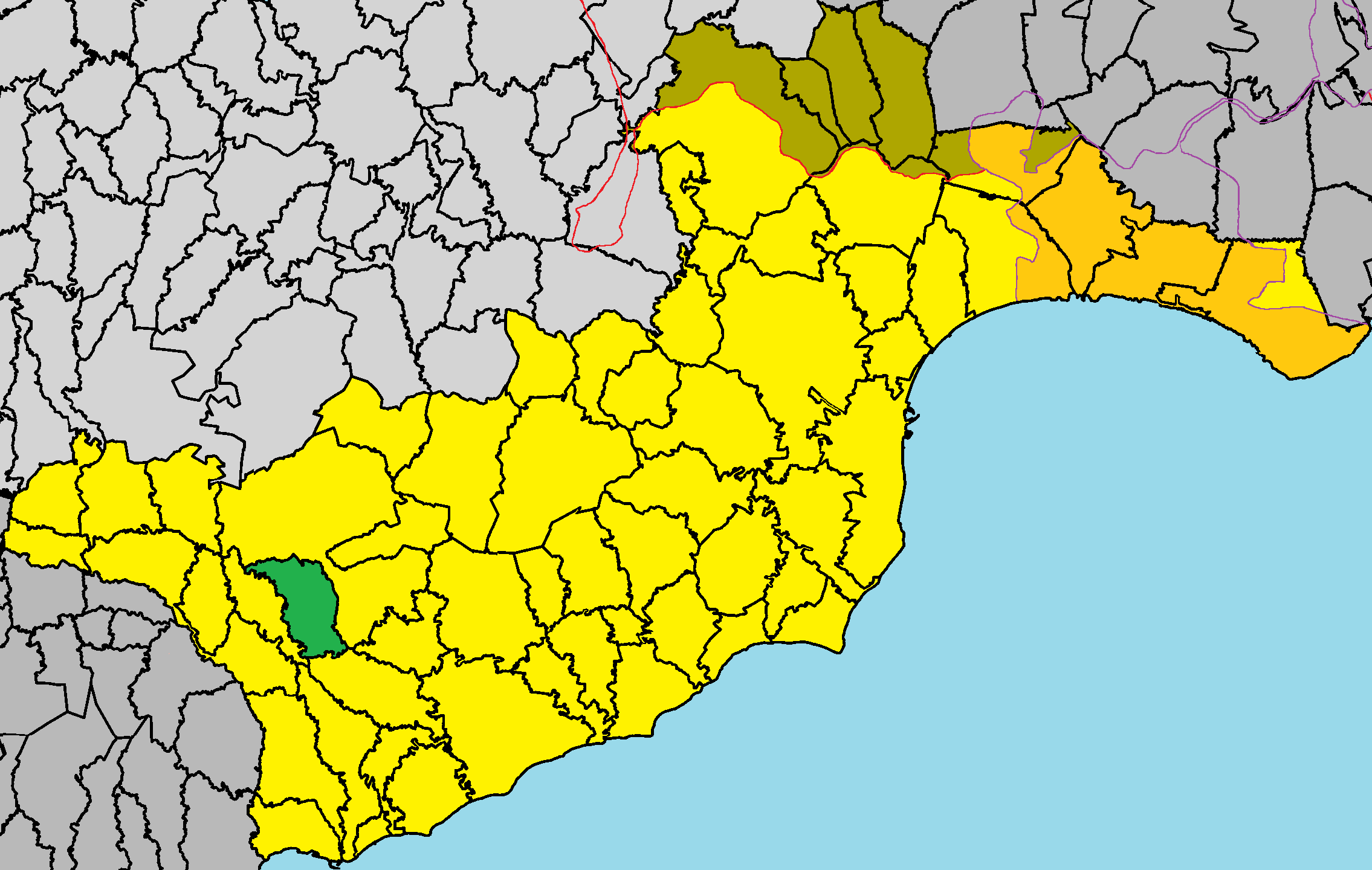
Lage der Gemeinde im Bezirk Larnaka

Kato Drys liegt im Süden der Insel Zypern auf 522 Metern Höhe, etwa 35 km südlich der Hauptstadt Nikosia, 28 km westlich von Larnaka und 28 km nordöstlich von Limassol.
Der Ort liegt an der Südostseite des Troodos-Gebirges. Östlich des Dorfs liegt das Dipotamos Reservoir, ein Stausee. Es ist über kurvenreiche Straßen von Osten und Westen zu erreichen.
Orte in der Umgebung sind Pano Lefkara und Kato Lefkara im Norden, Skarinou und Chirokitia im Südosten sowie Vavla und Lageia im Westen.

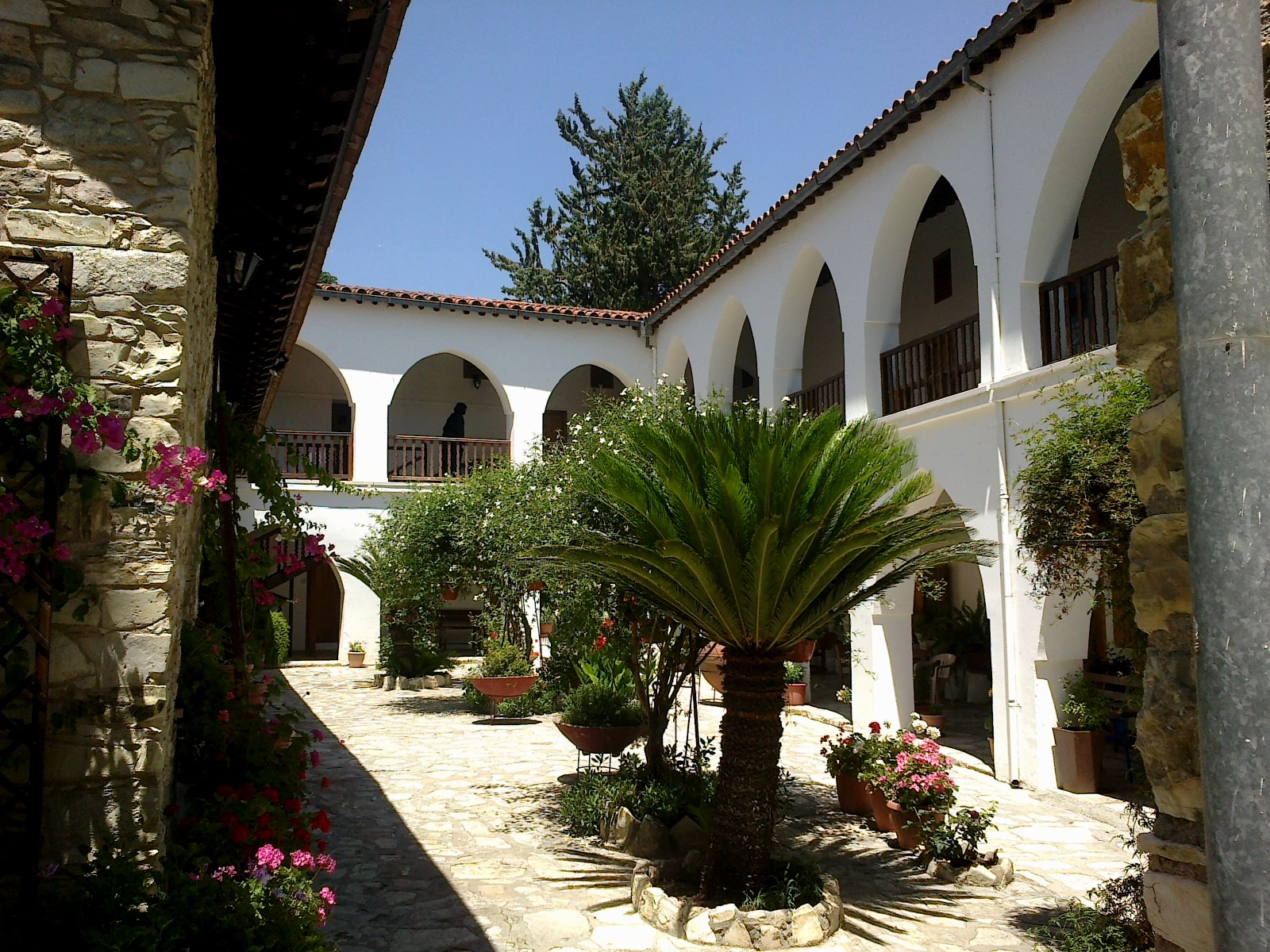
Kloster Agios Minas westlich des Orts

## Bevölkerungsentwicklung
Im Jahr 1831 betrug die Einwohnerzahl von Kato Drys 345 Einwohner. Sie stieg bis 1946 auf 536 an, verringerte sich aber in der Folgezeit durch Urbanisierung bis auf etwa 130 in der heutigen Zeit. In den letzten Jahren beginnen aber vermehrt Einheimische damit, alte Häuser im Ort zu renovieren oder neue zu bauen.

## Trivia
Kato Drys war auf der zyprischen Ein-Pfund-Note abgebildet.